# Champagne
 For alternative betydninger, se Champagne (flertydig). (Se også artikler, som begynder med Champagne)
Champagne er en mousserende vin lavet ved sekundær fermentering af vindruer, hvorved der dannes vin med kulsyre. Den har navn efter den franske provins Champagne.

## Historien

### Før 1800-tallet
Vine fra Champagne var allerede kendte ved udgangen af 1400-tallet. Både kirker og klostre ejede vingårde, og munke producerede vin til brug ved nadveren.
Franske konger blev kronet og døbt i byen Reims, der ligger i Champagne-distriktet. Ved de anledninger blev der drukket lokale vine.
De franske konger nød den lette og friske vin og medbragte den som gave til andre monarker i Europa. I det 1600-tallet blev vine fra Champagne drukket ved festligheder i flere europæiske lande. Særligt briterne drak meget mousserende vin og var de største forbrugere af champagne.

#### De første udgaver
De første udgaver af mousserende vine, der var til andet brug end kirkelige handlinger, blev fremstillet i Languedoc omkring år 1535.
Både Rusland og England kan med en vis ret hævde at have opfundet den mousserende vin: Der er dokumentation for, at englænderne og russerne i slutningen af 1400-tallet tilsatte sukker og melasse til vin fra Frankrig og Italien og tappede den på flasker.

Briterne konstruerede flasker, der kunne modstå trykket fra fermenteringsprocessen.

#### Dom Perignon
Det er en udbredt opfattelse, at munken Dom Perignon opfandt champagnen. Det er forkert. Han var den første, der studerede og dokumenterede processen og fandt nye effektive produktionsmetoder og materialer. Et af de mest betydningsfulde bidrag var ståltråden, der holder korkproppen på plads, så den ikke skydes af under fermenteringen.

#### Ikke et uheld
En anden forkert teori er, at champagne blev opfundet ved et uheld.
I slutningen af 1600-tallet havde russerne opfundet en metode, hvormed der blev tilsat ekstra bundet luft, der kunne frigøres under fermenteringsprocessen. Det gav et mere ensartet resultat, og omkring år 1700 var champagne meget tæt på det, vi kender i dag - bortset fra at den var meget sødere.

### 1800 til i dag
Fabrikanterne tillagde deres produkters historie og identitet stor værdi. Det handlede om at associere champagnen med adelen og kongehuset, og gennem en aggressiv markedsføring begyndte verden langsomt at knytte champagne til festligheder og betragte den som en luksusvare. Det skete i en tid, hvor den højere middelklasse var hastigt voksende, og hvor der hele tiden var behov for nye metoder til at hæve sig socialt. Champagnens duft af adel gjorde netop det.

#### Champagnen markedsføres
I 1866 indledte champagnefabrikanten Moët et samarbejde med den britiske refrænsanger George Leybourne om at reklamere for champagnen. Hans sang om champagnens herligheder, "Champagne Charlie" var en hyldest til den boblende gyldne driks smag, velstandssymbolik og "det gode liv". I kontrakten indgik, at Leybourne ikke offentligt måtte drikke andet end champagne. Leybourne blev betragtet som et sofistikeret menneske med smag og var med til at fastslå champagne som et middel til at fremme social status. Sangen blev meget populær og betød en stor marketingssucces, og helt til i dag har kampagnen virket.
H. C. Lumbye skrev "Champagnegaloppen" til huset Mercier.
I slutningen af 1890 indledte Laurent-Perrier en kampagne baseret på, at kong Leopold II af Belgien, kong Georg I af Grækenland, hertug Alfred af Sachsen-Coburg og Gotha, grevinde Margaret Cambridge og John Lambton, baron Durham, samt andre adelige og militære var champagnedrikkere. Selv om champagnen var knyttet til den adelige og kongelige prestige, blev der også brugt energi på at sælge champagne, der kunne nydes af alle til alle anledninger. Denne marketingstrategi virkede, for ved indgangen til 1900-tallet kom størstedelen af champagnedrikkerne fra middelklassen.
Op gennem 1920'erne gjorde champagneproducenter en aktiv indsats for at markedsføre deres vin til kvinder. Det var i modsætning til de maskuline træk, man tillagde champagne (og franske vine i øvrigt, men særligt dem fra Bourgogne og Bordeaux). Laurent-Perrier blev igen toneangivende i forbindelse med en kampagne med prominente som grevinde Dudley, baronesse Stamford, baronesse Tollemache og operasangerinden Adelina Patti. Champagneetiketterne blev illustreret med romantik, kærlighed og bryllupper samt andre begivenheder, der havde stærk feminine tiltrækning (som barnedåb).
I nogle reklamekampagner blev der slået på politiske begivenheder. Et mærke anvendte etiketter med henvisninger til den franske revolution i 1789, mens andre brugte den franske dronning Marie-Antoinettes portræt. Da 2. verdenskrig stod for døren, valgte champagneproducenterne at bruge billeder af soldater og flag fra de lande, som champagnen blev eksporteret til. Et champagnehus slog sig også på den stigende antisemitisme, der var i Frankrig op gennem 1930'erne og producerede en Champagne Antijuif (Antisemitisk Champagne).
Champagnen i 1800-tallet var væsentligt sødere end i dag. Særligt russernes champagne var meget sød og indeholdt op mod 300 gram sukker/liter. Smagsskiftet mod en tørrere champagne begyndte i 1846, da producenten Perrier-Jouët undlod at tilsætte sødestoffer til champagnen, før den blev eksporteret til London. Det affødte 30 år senere (1876) variationen Brut Champagne, der med tiden blev den moderne champagne.

## Champagne og lovgivningen
I den Europæiske Union og en del andre lande er navnet "Champagne" varemærkebeskyttet. Det blev indført ved Madrid-protokollen fra 1891, og konsekvensen var, at kun mousserende vine fra den franske region Champagne, og vine, der opnår betegnelsen AOC (Appellation d'origine contrôlée), må produceres under navnet "Champagne".
Selv udtrykket méthode champenoise (da: "champagne-processen") må ikke anvendes uden for regionen Champagne.
Fra 2005 er de fleste champagneefterligninger produceret efter méthode traditionnelle. Både i Frankrig og i andre lande.

Andre regioner i Frankrig producerer champagnelignende produkter f.eks. crémant (fra Alsace og Bourgogne). Det samme gælder i Spanien: Cava, Italien: Spumante og Sydafrika: Cap Classique. Ud over disse laves i Italien en mousserende vin på muscat-druen: Asti, som er DOCG (Denominazione di Origine Controllata). De tyske mousserende vine kaldes Sekt.

### USA
Selv om en del lande har love, der respekterer varemærkeretten til "Champagne", tillader nogle især amerikanske vinproducenter udtrykket "champagne" som et generelt udtryk (generisk navn). En af grundene til, at amerikanerne må bruge udtrykket "champagne" (og øvrige europæiske vinrelaterede varemærker), er, at Versailles-traktaten, selv om den blev underskrevet af præsident Woodrow Wilson, aldrig er ratificeret af det amerikanske senat. Ud over varemærkeretten indeholder Versailles-traktaten en klausul, der lægger låg på den tyske vineksport.
USA's lovgivning kræver, at anvendelsen af generiske navne og udtryk (f.eks. "Champagne") kun må anvendes, såfremt de anvendes i forbindelse med vinens oprindelsessted for at undgå forvirring blandt forbrugerne. Nu om dage anvender mange amerikanske producenter af champagnelignende produkter slet ikke udtrykket "champagne", idet de har slået deres egne mærker fast.

### Frankrig
Foreningen af champagneproducenter under ledelse af Comité Interprofessionel du Vin de Champagne (CIVC) har udviklet et regelsæt for alle vine, der kommer fra regionen, for at kunne beskytte deres økonomiske interesser. Det indeholder en kodificering af de mest anvendelige områder til vindruedyrkning og de tilladte druesorter. Champagne kan laves af én druesort eller en blanding af chardonnay, pinot noir og pinot meunier. Fem andre sorter er også tilladt. Desuden er der en lang række krav til modning af druerne, den producerede mængde, forbehandlingen af druerne, og hvor længe vinen skal ligge på fad, før den aftappes.
CIVC kan også begrænse mængden af champagne, der frigives på markedet, for at opretholde priserne. Kun producenter, der overholder alle disse specifikationer og regler, må producere "champagne".

## Produktionen
Méthode Champenoise er den traditionelle metode til fremstiling af champagne (og andre mousserende vine). Efter den første fermentering og flaskelagring sker der en sekundær fermentering i flasken. Den sekundære fermentering aktiveres ved tilsætning af gær og sukker. I henhold til AOC skal champagnen derefter ligge i mindst 1½ år for at udvikle smagen. Er et år exceptionelt godt, erklæres det for millésime, og denne vintagechampagne skal ligge i mindst tre år.
I den periode bliver flasken stillet på hovedet, så de ikke fermenterede (og tungere) stoffer lægger sig ved åbningen. Champagnen drejes ca. 1/8 omgang dagligt over en længere periode (remuage). Efter denne remuage fryses flasken og åbnes hurtigt for at fjerne de ikke-fermenterede rester (lie på fransk). Da en smule af champagnen ryger ud sammen med gærresterne, tilsættes der en blanding af vin og sukker. Det er "dosage", som også er med til at styre sødmen i champagnen. Flasken tilproppes igen og påsættes et trådnet, for at proppen ikke skal springe af under den stadige frigørelse af kuldioxid.

### Gæring
En ny metode er at sætte flaskerne i "champagnenet" med op til 10.000 flasker, der er i konstant bevægelse. Det giver et bedre resultat og er billigere, men visse producenter holder fast ved de gamle metoder.
I billige mousserende vine vil der i produktionen ikke ske en flaskegæring. I stedet tilsættes kuldioxid som i sodavand. Det giver mere "aggressive" bobler, der forsvinder hurtigere end i en flaske lavet efter "méthode champenoise" eller "méthode traditionnelle" som det hedder, når vinen er lavet uden for Champagne.
I de første år lå alle gærresterne stadig i champagnen ved serveringen og knasede mellem tænderne, når den blev drukket. Anekdoten fortæller, at Madam Clicquot borede hul i sit køkkenbord og vendte flasken på hovedet for at samle gæren der. Og stillede flasken med bunden i vejret så al gæren forsvandt med den første tår. Nu om dage fjernes gæren ved, at flaskehalsen efter tiden i pupitren (træstativ med huller) dyppes i flydende kvælstof, som fryser indholdet i flaskehalsen til is. Man fjerner så den midlertidige metalkapsel og proppenaf is, som rummer bundfaldet, hvorefter den karakteristiske korkprop sættes i.

### Champagneproducenter
Der findes over 100 champagnehuse og over 15.000 mindre vingårde med mere end 10.000 ansatte i Champagne-regionen, hvor op mod 350 km² jord er tilplantet med vinstokke..
Det årlige salg er 300 millioner flasker med en omsætning på omkring 4,3 milliarder euro. Op mod 75 % af omsætningen leveres af de store champagnehuse og deres store mærker (grandes marques). 58 % af produktionen sælges i Frankrig og resten primært i England, USA og Tyskland.
Der er altid en milliard flasker under udvikling i Champagne-regionen.

#### Producenttyper
Champagneproducenterne kategoriseres med følgende forkortelser:
- NM: Négociant manipulant. De (heriblandt også de store huse) køber druerne på markedet og producerer champagnen.
- CM: Coopérative de manipulation. Co-operativer, der som andelsmejerierne laver produkterne af medlemmernes råvarer.
- RM: Récoltant manipulant. Vindyrker med en lille produktion fra sine egne marker.
- SR: Société de récoltants. Producenter, der ikke indgår i et kooperativ, men som producerer et produkt af parternes råvarer.
- RC: Récoltant coopérateur. Medlem af et kooperativ, der producerer kooperativets produkt under eget navn.
- MA: Marque auxiliaire eller Marque d'acheteur. Et produkt solgt med tredjeparts navn – f.eks. et supermarked, der laver sin "egen" champagne.
- ND: Négociant distributeur. Som med MA, men tredjeparten er en vinhandler/-importør.

### Lagring af champagne
Hvordan og hvor meget champagne skal lagres, er der delte meninger om. Fordi champagne er frisk (syrlig), er den gængse holdning, at champagne skal nydes relativt kort tid efter fremstillingen. Med alderen taber den nemlig noget af sin friskhed og får en dybere farve og en kraftig, sødligere smag og duft (parfum).
Englænderne foretrækker lagret champagne, mens franskmændene hellere drikker den ung og frisk. Årsagen er muligvis, at englænderne og franskmændene tidligere ofte var i krig med hinanden med deraf afledte handelsblokader. Englænderne var derfor nødt til at anskaffe store mængder til opbevaring i fredstid, mens franskmændene havde en fast adgang til frisk champagne. Med tiden blev englændernes smag derfor ændret til den lagrede.
Champagnedyrkerne producerer derfor vin til begge grupper. I de seneste 50 år har der været stigende efterspørgsel på de lagrede typer, samtidigt med at der har været dalende salg af de unge champagner.

### Variationer

#### Farver
Champagne er typisk lys i farven, selv om den er produceret på røde (noir) druer, fordi druemosten tappes, så druesaften kun har kort kontakt med druernes skind (der giver den røde farve). Rosévine har været i kontakt med drueskindet lidt længere. Ved rødvin er kontakten langvarig.

#### Rosé-champagne
Grundvinen til en rosé-champagne er enten lavet ved en sammenstikning af rødvin og hvidvin, eller af modne røde druer, som fjernes fra drueskallerne efter kort tids maceration/udblødning. Vinen er sart laksefarvet. Den er ofte meget aromatisk og en fantastisk ledsager til mad. Grundet stor efterspørgsel er priserne på rosé-champagne høje.

#### Sødme
Doseringen af sukker efter den sekundære fermentering er udslagsgivende for champagnen, der går fra brut zéro/brut natural, som er sukkerfri, over brut (rå) (husk at t'et udtales i bryt), extra sec (ekstra tør), sec (tør), demi-sec (halvtør) til doux (sød). Den traditionelle champagne var væsentligt sødere end den champagne, der primært drikkes i dag. Den sødeste version er Gout Americain.

#### Druer
Champagne, der udelukkende laves af grønne chardonnay-druer, er kendt som blanc de blancs (hvid af hvide druer), og produkter lavet udelukkende på røde (blå/noir) druer kaldes blanc de noirs (hvid af mørke druer) og er almindeligvis mere fyldig og kraftfuld. Ved Grand Cru-champagne (fra udvalgte marker) fra f.eks Bouzy indeholder vinen (normalt) udelukkende pinot noir-druen, men der laves også Gran Cru Blanc De Blancs i Côtes du Blancs syd for byen Epernay).
De fleste champagner er produceret af tre druer, men den præcise blanding er sjældent opgivet på etiketten. Producenter som Krug er begyndt at skrive datoen for "Dégorgment".

### Bobler
Det indledende brus opstår, når champagnen kommer i kontakt med det tørre glas. Disse bobler opstår ved bindinger til glassets ufuldkommenheder eller rester fra aftørringen (fibre) som dokumenteret af Gérard Liger-Belair, Richard Marchal og Philippe Jeandel med et højhastigheds-videokamera.
På et tidspunkt er de fleste af disse rester opløst, og boblerne kan ikke længere binde sig dertil og stiger til overfladen.
Ufuldkommenhederne i glasset opstår sjældent ved produktionen, men gennem brug af glassene. På dyre champagneglas kan disse ufuldkommenheder dog være skabt kunstigt efter et mønster, men med tiden slides mønsteret, og boblerne kan blive ujævnt fordelt.
Dom Perignon blev i øvrigt beordret til at fjerne boblerne fra champagnen, da det stigende tryk fik propperne til at springe eller glasflaskerne til at flække med spild til følge. I starten af 1700-tallet bar de fleste vinkælderarbejdere hos producenter af mousserende vine stålhjelme (ikke ulig dem vi kender i dag fra f.eks. ishockey) for at beskytte dem mod pludseligt eksploderende flasker. Et andet problem var, at flaskerne, hvis de ikke var adskilt fra hinanden, kunne starte en kædereaktion og i en enkelt hændelse ødelægge op mod 90% af en beholdning! En eksploderende vin blev på grund af den ukendte følge ved fermentering kaldt for "Djævelens vin".

### Champagneflasker
Champagne bliver oftest fermenteret i to flaskestørrelser, standardflasker på 0,75 liter og magnumflasker på 1,5 liter. Desuden er der
- Quart - 0,2 liter.
- Demie - 0,375 liter (1/2 flaske).
- Medium - 0,5 liter.
- Jéroboam – 3 liter (4 helflasker).
- Rehoboam – 4,5 liter (6 helflasker).
- Methuselah – 6 liter (8 helflasker).
- Salmanazar – 9 liter (12 helflasker).
- Balthazar – 12 liter (16 helflasker).
- Nebuchadnezzar – 15 liter (20 helflasker).
- Salomon - 18 liter (24 helflasker).
- Souverain - 26,25 liter (35 helflasker).
- Primat – 27 liters flasker (36 helflasker).
- Midas eller Melchizedec - 30 liter (40 helflasker).

Generelt er magnumflasker mere fermenterede på grund af væske/luft volumenforholdet (og dermed mindre iltindhold pr. liter champagne) og regnes for at være af højere kvalitet. Der er dog ikke belæg for det. Champagne serveret i andre flaskestørrelser er som regel dekanteret fra magnumflasker.

Winston Churchill fik lavet sin egen flasketype og størrelse på 60 cl (en imperial pint).

### Champagnepropper
Champagnepropper er lavet af flere stykker kork. Øverst et kugleformet stykke og nederst et cylindriske stykke, der er i kontakt med champagnen. De er limet på det tredje stykke kork. En ubrugt prop er ca. 1½ gange så stor som den brugte. Proppen skrumper, når den sættes i. Med tiden vil den ændres yderligere. Ændringen sker gradvis, og den kan antyde, hvornår champagnen er tappet.
Den "ståltråd", der holder proppen fast i flasken, kaldes en muselet afledt af verbet museler, som betyder "at give mundkurv på". En mundkurv hedder muselière på fransk. På tysk hedder ståltråden agraffe.

## Mærker
Nogle af de mest kendte store champagnemærker er Laurent-Perrier, Veuve Clicquot (Den Gule Enke), Krug, Möet og Chandon, Louis Roederer, Duval Leroy, Jacquart, Lanson,Piper Heidsieck, Charles Heidsieck, Bollinger, Boneville, Dom Pérignon, Möet og Ruinart.

## Servering af champagne
Champagne serveres i glas (tulipanformet) med høj stilk med lang høj skål med stigende diameter mod åbningen.
Tidligere anvendtes champagneglas med en ballonformet kop som bordeauxglas eller med en flad kop. Moderne champagneconnaisseurs taler imod det, da de glastyper ikke holder på boblerne som de moderne champagneglas. Ved brugen af bordeauxglas bliver aromaen til gengæld spredt bedre, og den større overflade kombineret med en indsnævring ved åbningen giver en kraftigere duft. I modsætning til rødvin, der skænkes til glassets bredeste sted, skænkes champagne til ca. 1/3 over det bredeste sted.
Champagneglas kan køles i en tørfryser (en fryser med affugtningsanlæg)før vinen hældes op.
Champagne serveres altid på køl, og bedste med en temperatur på 7-9 °C. Ofte er flaskerne anbragte i en flaskekøler med isstykker (ikke at forveksle med isterninger) og vand.

### Åbning af champagneflasker
Ved at ryste en champagneflaske før åbningen frigives store mængder kuldioxid og trykket øges. Ved åbningen vil champagnen sprøjte ud af flasken. Det er blevet en rituel del af fx podiepræstentationen ved formel 1-motorløb. Metoden medfører et spild af champagne, og proppen får en farlig høj hastighed ved åbningen. Oftest er sports"champagne"r teatervin.
En korrekt måde at åbne en champagneflaske på er at køle den ned, fjerne metalnettet og langsomt dreje proppen (eller flasken), mens flasken holdes i en 45 graders vinkel (herved bliver overfladen så stor som mulig, og boblekoncentrationen minimeres). Et højt knald er upassende; et stille suk er det ønskede.
Champagnen i flasken ændres ikke uanset den åbningsmetode, men spildet er meget forskelligt.
Kyndige kan anvende en sabel til at åbne en flaske med. Metoden kaldes sabrage og kendes især fra officersstanden, der traditionelt åbner med tjenestesabel. Ved denne metode er det ikke proppen, der fjernes, men hele halsen fra vulsten. Det kræver en speciel sabel (og endelig ikke æggen) og relativt stor kraft, med mindre flaskehovedet er kølet voldsomt ned (med f.eks. CO2).
Yngre medlemmer af den norske livgarde kan elegant åbne champagne med foden af et vinglas. Uden at glasset går i stykker.

## Markeder[13]

### Danmark
Danmark aftog i 2016 1,37 mio. flasker champagne, hvilket gjorde os til den 16. største importør af champagne. Importen er på højde med 2015 som ellers har været støt stigende siden 2009. Største marked for champagne uden for Frankrig er Storbritannien med mere end 31 mio. flasker i 2016.

### Verden
De største markeder for champagne var i 2016:
1. Frankrig – 158,0 mio flasker
2. Storbritannien – 31,2 mio flasker
3. USA – 21,8 mio flasker
4. Tyskland – 12,5 mio flasker
5. Japan – 10,9 mio flasker
6. Belgien – 8,3 mio flasker
7. Australien – 7,8 mio flasker
8. Italien – 6,6 mio flasker
9. Schweiz – 5,7 mio flasker
10. Spanien – 3,9 mio flasker
11. Sverige – 3,0 mio flasker

Andre mousserende vine:
- Cremant – Frankrig
- Pétillant -Frankrig
- Perlant – Frankrig
- Spumante – Italien
- Spumante Satén – Italien
- Frizzante – Italien
- Sekt – Tyskland, Østrig og Ukraine
- Cava – Spanien
- Pezsgö - Ungarn

## Bar i flaskerne
De forskellige mousserende vine har også forskelligt tryk (målt i bar) i flaskerne:
- Champagne – 6 bar
- Cremant – 4 bar
- Pétillant – 2,5 bar
- Perlant – under 2,5 bar
- Spumante – 5-6 bar
- Spumante Satén – 4,5 bar
- Frizzante – 2,5 bar
- Sekt – Ingen regler omkring minimumstryk
- Cava – 4 bar